# 2-е Рождественское
2-е Рожде́ственское (Второ́е Рожде́ственское) — село в Фатежском районе Курской области. Входит в состав Верхнехотемльского сельсовета. Население — 26 человек (2010 год).

## География
Расположено в 8 км к югу от Фатежа на ручье Грязный, притоке реки Верхний Хотемль. Село разделяет на 2 части балка Кузнецов Лог, выходящая к ручью Грязному. В северо-восточной части села находятся храм Рождества Христова и кладбище.
Климат
2-е Рождественское, как и весь район, расположено в поясе умеренно континентального климата с тёплым летом и относительно тёплой зимой (Dfb в классификации Кёппена).
Часовой пояс
Село 2-е Рождественское, как и вся Курская область, находится в часовой зоне МСК (московское время). Смещение применяемого времени относительно UTC составляет +3:00.

## Этимология
До 2-й половины XVIII века современные сёла 1-е и 2-е Рождественское и деревня Верхний Хотемль имели общее название Хотемль, данное по местной речке. В 1765 году в северной части деревни был построен храм Рождества Христова и эта часть Хотемля обособилась в село Рождественское. На плане генерального межевания Фатежского уезда оно имеет двойное название Рождественское Хотемль тож. Село имело и третье название — Шатовка, данное по фамилии здешнего помещика Кондратия Шатова. Все 3 названия села используются местными жителями по настоящее время.

## История
По данным 9-й ревизии 1850 года жители Рождественского принадлежали следующим помещикам: Раисе Мордвиновой (31 душа мужского пола), надворному советнику князю Ивану Мещерскому (113 д.м.п.). С 1861 года село входило в состав Рождественской волости Фатежского уезда. В 1862 году в бывшем владельческом селе Рождественском было 45 дворов, проживало 712 человек (350 мужского пола и 362 женского). В 1873 году в Рождественском была открыта земская школа. В 1877 году в селе было 35 дворов, проживало 246 человек. По данным 1883 года Рождественское состояло из двух крестьянских общин. После упразднения Рождественской волости в начале 1880-х годов сельцо было передано в Миленинскую волость, в составе которой находилось до её упразднения в 1924 году.
В 1897 году в сельце Рождественском проживало 583 человека (275 мужского пола и 308 женского), в 1900 году — 632 человека (296 мужского пола и 336 женского), а в 1905 году — 610 человек (305 мужского пола и 305 женского). В 1899 году при храме Рождества Христова была открыта церковно-приходская школа. В 1915 году в селе было 87 дворов, проживало 739 человек (342 мужского пола и 397 женского).
В 1924—1928 годах в составе Фатежской волости Курского уезда. С 1928 года в Фатежском районе. В советское время село было разделено на 2 населённых пункта: 1-е и 2-е Рождественское. В 1937 году во 2-м Рождественском было 64 двора. Во время Великой Отечественной войны, с октября 1941 года по февраль 1943 года, находилось в зоне немецко-фашистской оккупации. По состоянию на 1955 год в селе находился центр колхоза имени Ленина, который в начале 1960-х годов вошёл в состав более крупной артели — имени XXII Партсъезда.

## Население
| 1979 | 2002 | 2010 |
| ---- | ---- | ---- |
| 115  | ↘35  | ↘26  |

## Инфраструктура
Личное подсобное хозяйство. В селе 28 домов.

## Транспорт
2-е Рождественское находится в 3,5 км от автодороги федерального значения М2 «Крым» (Москва — Тула — Орёл — Курск — Белгород — граница с Украиной) как часть европейского маршрута E105, в 30 км от автодороги регионального значения 38К-018 (Курск — Поныри), в 4 км от автодороги 38К-039 (Фатеж — 38К-018), в 2 км от автодороги межмуниципального значения 38Н-181 (М-2 «Крым» — Верхний Хотемль), в 34,5 км от ближайшей ж/д станции Возы (линия Орёл — Курск).
В 160 км от аэропорта имени В. Г. Шухова (недалеко от Белгорода).

## Персоналии
- Павлов, Николай Степанович (1913—1966) — советский хозяйственный деятель, лауреат Сталинской премии (1950).

## Достопримечательности
- Храм Рождества Христова 1765 года постройки.